# Sun d'Or International Airlines
Sun d'Or International Airlines Limited (en hebreu: סאן דור‎) és una aerolínia xàrter israeliana amb la seva base d'operacions en l'Aeroport Internacional Ben Gurion de Tel-Aviv. Era una filial totalment depenent de El Al Israel Airlines i operava vols regulars, ad hoc, i vols xàrter estacionals utilitzant avions llogats d'El Al.
L'aerolínia comptava amb llicència per al transport comercial de passatgers i càrrega en vols xàrter cap a i des d'Israel i tenia un Certificat d'Operador Aeri per operar dos avions llogats que tenen un manteniment complet per part d'El Al. La majoria de serveis de l'aerolínia tenen lloc entre Tel-Aviv i diverses destinacions europees.

## Història
Sun d'Or va ser fundada l'1 d'octubre de 1977 com una filial d'El Al Israel Airlines, anomenada El Al Charter Services Ltd.
En aquell temps l'aerolínia era propietat de l'estat. L'aerolínia va canviar el seu nom el 1981, i va esdevenir Sun d'Or, poc després, Uriel Yashiv, el cap de l'aerolínia en aquell moment, va decidir afegir “International Airlines” al nom de l'aerolínia per crear la marca Sun d'Or International Airlines. Aquesta classificació addicional no existeix en hebreu, per això, els avions de l'empresa porten tan sols el títol Sun d'Or - סאן דור.
El 1988 Sun d'Or tenia la seva seu central en la seu d'El Al a Tel-Aviv. Des d'abril de 2001, Sun D'Or ha anat creixent fins a esdevenir un important jugador en el mercat de vols xàrter israelià. L'aerolínia ha operat també vols per a turistes en arribada, a través de touroperadors europeus i israelians. En el gener de 2005, Sun D'Or va esdevenir una aerolínia privada, seguint els passos d'El Al, empresa pública que havia estat recentment privatitzada. El 2011 l'aerolínia va integrar-se en la empresa matriu El Al.
Sun d'Or International Airlines ha estat des de llavors una filial de propietat completa d'El Al Israel Airlines i els seus passatgers poden aprofitar-se d'aquesta associació. Entre els beneficis s'inclouen la possibilitat per als passatgers d'acumular punts del programa de viatgers freqüents d'El Al en els vols de Sun d'Or, i el menjar subministrat a bord se servit per la companyia Tamam-Kosher, una filial de l'empresa El Al. Israel Airlines també proporciona els serveis de terra, les tripulacions i els avions per Sun d'Or. La flota de Sun D'Or està formada per 2 avions Boeing 737, cada avió disposa de 189 places.

## Destinacions

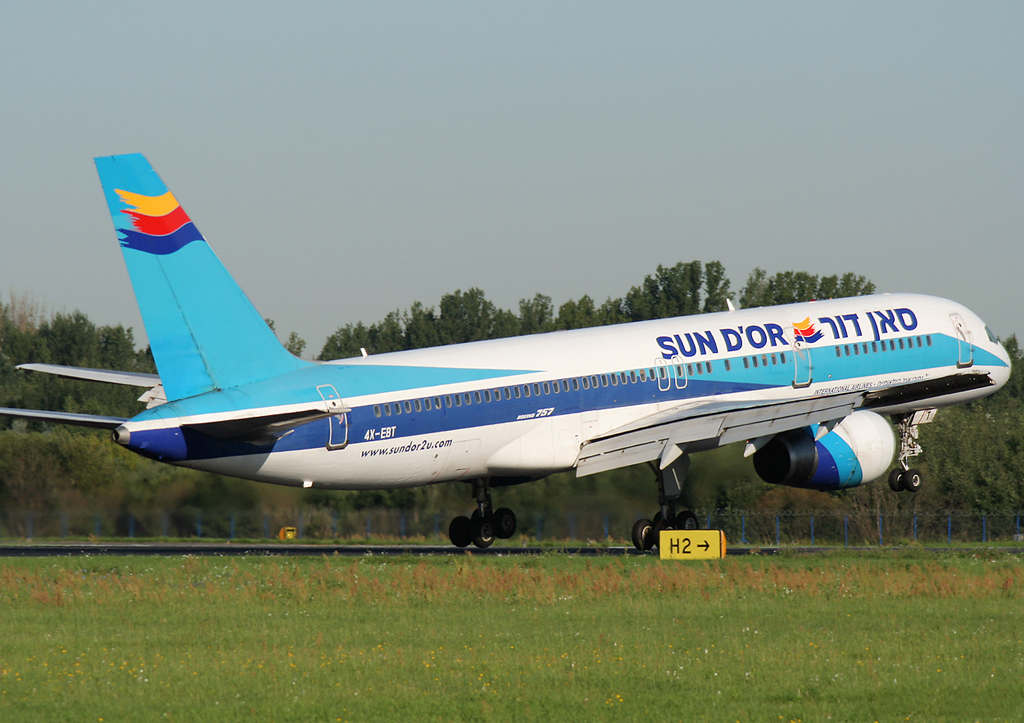
Avió Boeing 757 de Sun d'Or.

### Israel
Tel-Aviv – Aeroport Internacional Ben Gurion

### Belarús
Minsk – Aeroport de Minsk [estacional]

### Bulgària
Burgàs - Aeroport de Burgàs [estacional]

### Croàcia
Zagreb - Aeroport de Zagreb

### França
Grenoble - Aeroport de Grenoble-Isère [estacional]
París - Aeroport de París-Charles de Gaulle

### Alemanya
Düsseldorf - Aeroport de Düsseldorf [estacional]
Frankfurt del Main - Aeroport de Frankfurt
Múnic - Aeroport de Múnic

### Grècia
Atenes - Aeroport Internacional Elevthérios Venizelos
Càndia - Aeroport de Càndia
Cos - Aeroport de Kos
Rodes - Aeroport Internacional de Rodes
Santorí - Aeroport de Santorí

### Itàlia
[tots estacionals]
Brescia - Aeroport de Brescia
Catània - Aeroport de Catània-Fontanarossa
Lamezia Terme - Aeroport de Lamezia Terme
Nàpols - Aeroport de Nàpols-Capodichino
Roma - Aeroport de Roma-Fiumicino
Torí - Aeroport de Torí
Verona - Aeroport de Verona

### Lituània
Vílnius - Aeroport de Vílnius [estacional]

### Països Baixos
Amsterdam – Aeroport d'Amsterdam-Schiphol [estacional]

### Polònia
[tots estacionals]
Łódź - Aeroport de Lodz
Katowice - Aeroport de Katowice

### Portugal
Lisboa - Aeroport Internacional de Lisboa [estacional]

### Rússia
[tots estacionals]
Moscou – Aeroport Internacional de Moscou-Domodédovo
Rostov - Aeroport de Rostov

### Eslovàquia
Bratislava – Aeroport M. R. Štefánik [estacional]

### Eslovènia
Ljubljana - Aeroport de Ljubljana Jože Pučnik [estacional]

### Espanya
[tots estacionals]
Barcelona - Aeroport de Barcelona - El Prat
Màlaga - Aeroport de Màlaga-Costa del Sol
Pamplona - Aeroport de Pamplona
Valladolid – Aeroport de Valladolid

### Suïssa
Ginebra – Aeroport Internacional de Ginebra

### Regne Unit
Londres - Aeroport de Londres-Luton [estacional]